# Shekelesh
Los shekelesh eran una de las etnias que englobaban los denominados pueblos del mar, que provocaron disturbios en varias áreas del norte de África y del Mediterráneo oriental a fines del siglo XIII a. C. y principios del siglo XII. 
En tiempos del faraón Merneptah formaban parte de una coalición liderada por un gobernante de Libia llamado Meryey que ocupó tierras en Tenehu, al oeste de Egipto. Los otros pueblos del mar que ayudaron a los libios, además de los shekelesh, eran los sherden, teresh, lukka y ekwesh. Posteriormente atacaron a los mismos egipcios y fueron derrotados en la batalla de Piari.
Por otra parte, en una estela de Medinet Habu figuran como uno de los pueblos —junto a los peleset, tjeker, weshesh y denyen— que atacaron zonas de Anatolia, Chipre y Siria, antes de establecer un campamento en Amurru y luego prosiguieron su marcha hasta Canaán y Egipto, donde fueron derrotados por el faraón Ramsés III en el octavo año de su reinado. Según otra interpretación, esos cinco pueblos atacaron Egipto después de que sus países hubieran sido devastados por otros pueblos procedentes del norte. En la otra inscripción, que procede del Papiro Harris, aparecen los mismos pueblos excepto los shekelesh y en su lugar aparecen los sherden, que no eran citados en la de Medinet Habu.
También figuran en un documento procedente de Ugarit. En este caso, los shekelesh, en un acto de piratería, habían tomado como rehén a un personaje destacado de esta ciudad. En este documento se les caracteriza señalando que tenían su hogar en los barcos.
Sobre su lugar de procedencia, se ha sugerido que podrían haber estado establecidos en Anatolia occidental, en la región llamada País del río Seha por los hititas. Es posible que posteriormente un sector de los shekelesh se hubiera trasladado a la isla de Sicilia, a la que habría dado su nombre.